# حسن حسين
حسن حسين (9 نوفمبر 1935 - 5 أغسطس 2005) ممثل مصري، تخرج من كلية الطب البيطري عام 1959، ومارس المهنة في هيئة الطب البيطري بمحافظه القاهرة ولكن ذلك لم يبعده عن التمثيل حيث عمل في المسرح والسينما والتليفزيون.

## مسرحياته
من مسرحياته:
- روبابيكيا
- قلوب خالية
- عزبة بنايوتى
- هاللو شلبي

## في التليفزيون
شارك في مسلسلات:
- المناسبات (1988)
- الجزار الشاعر
- ابن تميمة
- من أبرز أعماله ايضاً (عفريت مراتي، أيام الرعب، كابوريا).

## وفاته
وافته المنية في 5 أغسطس 2005 بسبب أزمة قلبية عن عمر يناهز 69 سنة .

## روابط خارجية
- حسن حسين على موقع الدهليز
- حسن حسين على موقع قاعدة بيانات الأفلام العربية